# خیابان بورارد
خیابان بورارد (انگلیسی: Burrard Street) یک گذرگاه بزرگ در ونکوور، بریتیش کلمبیا، کانادا است. این خیابان مرکزی در مرکز شهر ونکوور و منطقه مالی است. به نوبه خود به نام هری بورارد نیل نامگذاری شده‌است.